# Valdesaz de los Oteros

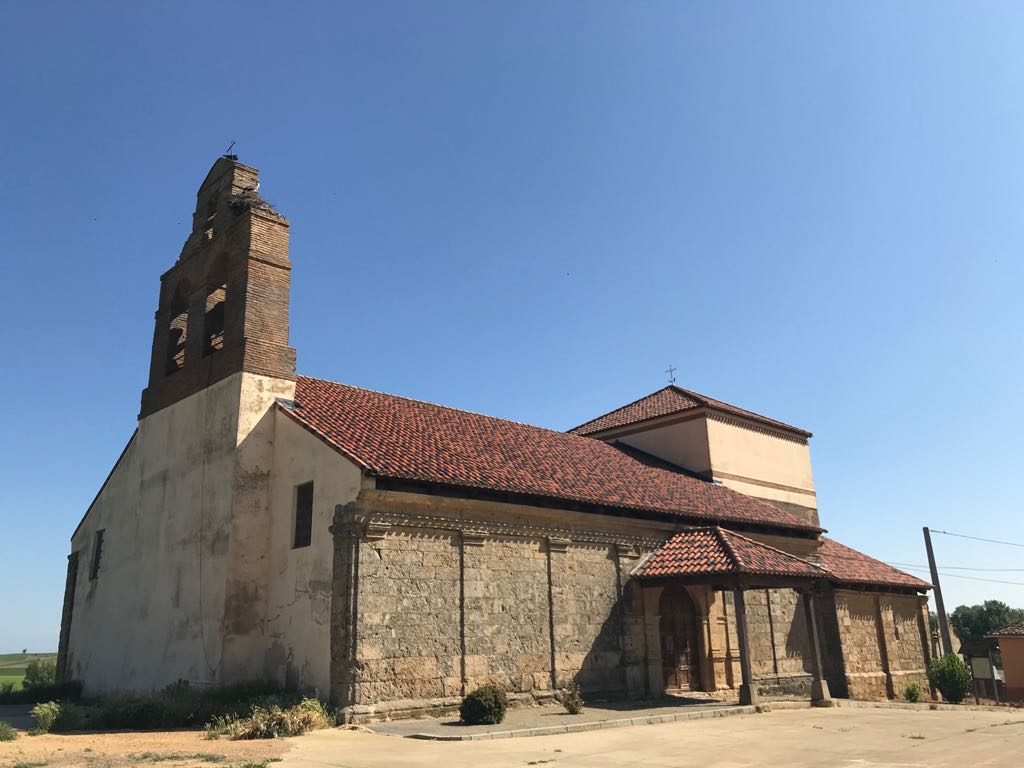
Iglesia de Valdesaz de Los Oteros

Valdesaz de los Oteros (Villa de Sauces, antiguo Almonacid de los Oteros) es una villa española, perteneciente al municipio de Pajares de los Oteros, en la provincia de León y la comarca de Los Oteros, en la comunidad autónoma de Castilla y León. Está situada en el margen izquierdo del río Esla. Los terrenos de Valdesaz de los Oteros limitan con los de Fuentes de los Oteros al norte, San Pedro de los Oteros y Santa María de los Oteros al noroeste, Matadeón de los Oteros al oeste, Quintanilla de los Oteros al sur y Pajares de los Oteros al este.